# Agalinis fiebrigii
Agalinis fiebrigii är en snyltrotsväxtart som först beskrevs av Friedrich Ludwig Diels, och fick sitt nu gällande namn av W.G. D'arcy. Agalinis fiebrigii ingår i släktet Agalinis och familjen snyltrotsväxter. Inga underarter finns listade i Catalogue of Life.